# Judaïsme dans les Razmoket
La présence du judaïsme dans la série animée américaine Les Razmoket est une dynamique rare des séries animées qui étaient diffusées (1991-2004) alors aux États-Unis. Deux épisodes de la série sont entièrement dédiés à des jours fériés juifs et à leurs explications. La famille Cornichon (en anglais, la famille Pickles) est présentée comme partiellement juive.
Le premier épisode spécial sur les jours fériés juifs, sur la fête de Hanukkah, fut suggéré à l'équipe de production en 1992 par les directeurs de Nickelodeon. À la place, Paul Germain, un des créateurs de la série, fit un épisode sur la fête de Pessa'h et la série ne fit pas d'épisode sur Hanukkah avant 1996. Les critiques sur la présence d'éléments liés au judaïsme dans les Razmoket étaient principalement positives. L'audience pour chacun de ces épisodes était importante selon le Nielsen Media Research. Cependant, le personnage de grand-père Boris dans une bande dessinée des Razmoket en 1998 fut critiqué par la Anti-Defamation League qui la considérait comme antisémite.

## Thèmes juifs
Dans les Razmoket, les thèmes juifs sont présentés au travers des personnages de Boris et Minka Kropotkin, les grands-parents maternels de Tommy Cornichon. Boris et Minka suivent les pratiques juives traditionnelles et parlent avec un fort accent Yiddish. Tommy et la famille Cornichon prennent donc part à plusieurs activités juives au travers de la série, notamment lors des jours fériés.
La première apparition de ce thème est dans l'épisode Une fête d'enfer (saison 3, épisode 23) – appelé A Rugrats Passover en anglais, soit la Pessa'h des Razmoket – diffusé aux États-Unis le 13 avril 1995. Dans l'épisode, Tommy et les autres Razmoket, accompagnés de leurs parents, participent au séder de Pessa'h organisé par Boris et Minka. Boris et Minka ont une dispute et Boris se rend au grenier ou les Razmoket le retrouvent pour découvrir qu'ils sont enfermés à l'intérieur. Pour passer le temps, Boris raconte l'histoire de Pessa'h. Les Razmoket imaginent alors qu'ils sont les protagonistes de l'histoire, dont Tommy qui incarne Moïse et sa cousine Angelica dans le rôle du Pharaon.
Dans Les Jolies Colonies de vacances (saison 4, épisode 15), – appelé A Rugrats Chanukah en anglais, soit le Hannukah des Razmoket – qui a été diffusé le 4 décembre 1996, Minka raconte aux Razmoket les origines de Hanukkah, et une fois de plus les enfants imaginent s'incarner dans les personnages de l'histoire. Pendant ce temps, Boris est outragé par la présence de Juda dans une représentation de Hanukkah et que son rival Schlomo joue le roi grec.
Des références au judaïsme plus subtiles sont présentes dans la franchise des Razmoket. Dans Les Razmoket, le film, un film datant de 1998 basé sur la série, Tommy s'apprête à verser de la nourriture pour enfant goût banane sur son jeune frère Dil, ce qui attirerait un groupe de singes qui pourraient blesser le bébé. La scène fait référence au sacrifice d'Isaac, un des éléments principaux du judaïsme.

## Sources
- (en) Cet article est partiellement ou en totalité issu de l’article de Wikipédia en anglais intitulé « Judaism in Rugrats » (voir la liste des auteurs).